# 来馬川
来馬川（らいばがわ）は、北海道胆振総合振興局管内を流れ胆振幌別川と合流した後に太平洋に注ぐ二級河川。胆振幌別川水系の支流である。

## 地理
北海道胆振総合振興局登別市カルルス町にあるオロフレ山系の来馬岳で源を発し、幌別浄水場から幌別地区市街地を貫流し室蘭本線幌別川橋梁の手前で本流である胆振幌別川と合流し太平洋に注ぐ。

## 名称の由来
川口付近で水の流れがよどんでいる様から、アイヌ語で「ライパ（rai-pa）」 （〔流れが〕死んだ・川口）と呼ばれていたものに字を当てたものである。

## 利水および治水
小型連接ブロック護岸で築堤され数ヶ所の樋門で治水工事が施されているが、市街地を貫流している上に低地のため豪雨時の氾濫に警戒が必要な河川である。 
本流合流点から上流約2.5km地点に幌別浄水場があり、登別市の上水道供給源となっている。

## 流域の自治体
北海道
胆振総合振興局登別市

## 支流
括弧内は流域の自治体
- ポン来馬川[3]（登別市）

## 主な橋梁
- 東来馬橋
- 新登喜和橋 - 北海道道782号上登別室蘭線
- 柏木橋
- 柏木人道橋
- 常盤橋
- 相生橋
- 富士橋 - 北海道道327号弁景幌別線
- 西新橋
- 中央橋 - 北海道道144号登別室蘭インター線